# سعدو عبدالسلام
سعدو عبدالسلام (عربی: سعدو عبد السلام؛ زادهٔ ۲۳ نوامبر ۱۹۹۷) بازیکن فوتبال اهل فلسطین است.
از باشگاه‌هایی که در آن بازی کرده است می‌توان به باشگاه فوتبال پلاتانیاس اشاره کرد.
وی همچنین در تیم ملی فوتبال زیر ۲۳ سال فلسطین بازی کرده است.